# Uusikuu
Uusikuu ist eine finnisch-deutsche Band, die 2006 gegründet wurde und alte finnische Tanzmusik spielt. Die Band ist in Tübingen, Deutschland, zuhause. Sie sind bei dem deutschen Weltmusik-Label Nordic Notes unter Vertrag.

## Geschichte
Uusikuu wurde 2006 in Tübingen gegründet und die Band ist hauptsächlich in Mitteleuropa, aber auch in Großbritannien und Finnland auf Tournee. Sie spielen alte finnische Tanzmusik im Stil der goldenen Ära des finnischen Tangos von den 1930er bis zu den 1960er Jahren. Sie spielen und nehmen auch schnelle Humppas, Walzer, langsame Foxtrotts und Swing-Nummern auf. Die Leadsängerin Laura Ryhänen und der Geiger Mikko Kuisma sind Finnen, während die anderen Bandmitglieder Deutsche sind. Die Bandmitglieder spielen nicht nur Lieder aus dem 20. Jahrhundert, sondern schreiben auch neue Musik im gleichen Vintage-Stil. Die Band hat fünf Alben veröffentlicht, das fünfte mit dem Titel Karuselli erschien im November 2022.

## Zusammenarbeit
Die Band hat auch mit einer Reihe von Künstlern und Bands zusammengearbeitet, darunter der argentinische Bandoneonist Marcelo Nisinman, der argentinische Tangosänger Fernando Miceli, der finnische Tangosänger Amadeus Lundberg, die finnische Roma-Sängerin Hilja Grönfors, das Orchester der Württembergischen Philharmonie Reutlingen und der Dirigent Atso Almila sowie die deutsche Weltmusikband Gankino Circus.
Sie haben auch bei Literatur-, Theater- und Filmproduktionen mitgewirkt. Im Jahr 2008 waren sie an der Musik für den Film Finnischer Tango unter der Regie von Buket Alakuş beteiligt. 2012 spielten sie die Musik für die deutschsprachige Erstaufführung von Olga, einem Stück der finnischen Dramatikerin Laura Ruohonen, am Landestheater Tübingen. 2016 produzierten und führten sie KAIHO // the space in between zusammen mit der britischen Physical Theatre Company Justice in Motion auf und 2018 produzierten und führten sie Punahilkka, ein Musiktheaterstück mit Nordic Puppet Ambassadors auf. 2017 arbeiteten sie mit dem Schauspieler Raúl Semmler an dem Musik- und Poesieprogramm Louhi, das Lesungen aus dem finnischen Nationalepos Kalevala mit der Musik von Uusikuu kombiniert. Seit 2017 arbeiten sie auch mit der deutschen Autorin Claudia Brendler an einem Literatur- und Musikprogramm Wanderlust, das alte finnische Musik und Brendlers Reiseschriften zusammenbringt.

## Rezeption
Für die SWR2-Tandem-Musikredaktion gehörte das Lied Suklaasydän im Herbst 2022 zu dem Songs der Woche. Die Redaktion meinte, dass man die Tango-Folklore-Truppe Uusikuu nicht hundertprozentig ernst nehmen kann, aber lustig sei das Lied allemal. Deutschlandfunk Kultur lobt das Album Karuselli als spannenden „Finn-Tango zwischen Melancholie und Leichtigkeit mit Geschichten von Heimatlosigkeit und musikalischer Gleichberechtigung“. Uusikuu käme mit der Musik zurück zu den Wurzeln des finnischen Tangos. Im Unterschied zu ihren vorherigen Alben gäbe „es auch Einflüsse aus dem Jazz und der Folkmusik zu hören. Lieder voller Traurigkeit, wie ja typisch sind für den finnischen Tango, aber auch positive und beschwingte Lieder seien zu hören“.

## Diskografie
- 2008: Hotelli Untola, Peregrina Music
- 2010: Babylonia, 2010, Humppa Records
- 2016: Suomi-neito, 2016, Nordic Notes
- 2019: Flamingo, Nordic Notes
- 2022: Karuselli, Nordic Notes